# Senecio provincialis
Senecio provincialis là một loài thực vật có hoa trong họ Cúc. Loài này được (L.) Druce miêu tả khoa học đầu tiên năm 1914.